# Bettahalasur, Bangalore North
Bettahalasur là một làng thuộc tehsil Bangalore North, huyện Bangalore Urban, bang Karnataka, Ấn Độ.